# Розенберг, Стивен
Стивен Розенберг (Steven A. Rosenberg; род. 2 августа 1940, Нью-Йорк) — американский учёный-медик, хирург-онколог, пионер исследований в области иммунотерапии рака. Дважды доктор (медицины 1964, философии 1968).
Шеф хирургии Национального института онкологии, где работает уже более сорока лет, профессор Военно-медицинского университета и Университета Джорджа Вашингтона, член Национальной медицинской академии (1987).
В 1964 году в университете Джонса Хопкинса получил степень доктора медицины, а в 1968 году в Гарвардском университете — степень доктора философии по биофизике.
С 1970-х работает в Национальном институте онкологии.
В конце 1970-х годов начал работать в области иммунотерапии.
В 1990—1995 и вновь с 2000 года главный редактор Journal of Immunotherapy.
Член Академии Американской ассоциации исследований рака (2015) и Американского общества клинической онкологии, в котором также состоит в совете директоров.
Автор более 1100 научных статей и восьми книг.

## Награды
- Медаль «За похвальную службу», Служба общественного здравоохранения США (1981, 1986)[3]
- Armand Hammer Cancer Prize (1985, 1988)[3]
- Leopold Griffuel Prize[англ.], Association pour la Recherche sur le Cancer (ARC) (1988)
- Simon M. Shubitz Cancer Prize and Lectureship (1988)
- David A. Karnofsky Memorial Award and Lecture (1991), высшее отличие Американского общества клинической онкологии[англ.] (ASCO)[3]
- Claude Jacquillat Award for Achievement in Clinical Oncology (1993)
- John Wayne Award for Clinical Research, Society of Surgical Oncology (1996)
- Flance-Karl Award (2002), высшее отличие American Surgical Association[англ.][3]
- American-Italian Cancer Foundation Prize for Scientific Excellence in Medicine (2003)
- Lila Gruber Memorial Cancer Research Award, Американская академия дерматологии[англ.] (AAD) (2005)
- Richard V. Smalley, MD, Memorial Award (2005), высшее отличие International Society for Biological Therapy of Cancer[англ.][3]
- Medallion for Scientific Achievement (2006), высшее отличие American Surgical Association
- Karl Landsteiner Memorial Award[англ.], American Association of Blood Banks (AABB) (2010)
- Премия Вильяма Коли, Институт исследований рака (2011)
- Keio Medical Science Prize[англ.] (2012)
- Премия Мэссри (2014)
- Медаль Почёта, Американское онкологическое общество (2015)
- Samuel J. Heyman Service to America Medal[англ.] (2015)[4]
- Novartis Prize for Immunology[англ.] (2016)
- Jacobson Innovation Award, Американская коллегия хирургов (2018)[3]
- Премия медицинского центра Олбани (2018, совместно с Дж. Эллисоном и К. Джуном)[5]
- Szent-Györgyi Prize[нем.] (2019)
- Премия Дэна Дэвида (2021)
- Национальная медаль США в области технологий и инноваций (2023)